# Hexatoma amazonicola
Hexatoma amazonicola är en tvåvingeart som först beskrevs av Alexander 1920.  Hexatoma amazonicola ingår i släktet Hexatoma och familjen småharkrankar. Inga underarter finns listade i Catalogue of Life.